# Массовое убийство в Кольере
Массовое убийство в фитнес-центре тауншипа Кольер (англ. Collier Township shooting) — события, произошедшие в фитнес-клубе Тауншипа (посёлка) Кольер недалеко от Питтсбурга, Пенсильвания, США, 4 августа 2009 года. В результате инцидента погибли 3 человека, ещё 9 получили ранения. Сам преступник покончил с собой.

## Событие
Вечером 4 августа 2009 года около 20:15 по местному времени мужчина, одетый во всё чёрное, вошел в класс аэробики «LA Fitness», где на тот момент находилось около 30 женщин и шли занятия. Он поставил сумку на пол, достал два пистолета системы Glock, резко погасил свет, и открыл огонь. За две минуты преступник произвел 52 выстрела, убив трёх девушек и ранив ещё 9, после чего выстрелил себе в голову из револьвера 45-го калибра.
Офис судебно-медицинской экспертизы округа Аллегейни идентифицировал трех умерших женщин как 46-летнюю Хайди Овермайер из городка Коллиер, Элизабет Гэннон, 49 лет, из Грин-Три, Пенсильвания и Джоди Биллингсли, 38 лет, из Маунт-Лебанон, штат Пенсильвания. Прибывшая в 20:20 полиция опознала тело стрелка как 48-летнего Джорджа Содини. Помимо используемых убийцей при стрельбе двух пистолетов Glock и револьвера 45-го калибра, в сумке был найден ещё один пистолет, которым он не воспользовался.

## Стрелок
Стрелком оказался 48-летний Джордж Содини (англ. George Sodini, 30 сентября 1960 — 4 августа 2009), системный аналитик в юридической фирме K & L Gates. Полиция изучила его личный дневник, который он вёл с декабря 2008 года. В основном Джордж писал о проблемах с женщинами, например: «Последний раз я спал с девушкой в апреле 1982. Но почему? Я ведь не уродливый и не имею странностей в поведении». Также по дневнику стало ясно, что он не был женат и что его чувство ненависти к женщинам росло с каждым днём. А на его веб-сайте Содини заявляет: «Вероятно, 99 % людей, которые хорошо меня знают, даже не думают, что я был таким сумасшедшим». На сайте в течение девяти месяцев рассказывал о своих отказах со стороны женщин и о своих серьёзных сексуальных расстройствах. В январе 2009 он записал любительское видео, в котором рассуждает о своих эмоциях, а также проводит небольшую экскурсию по дому. Известно, что 28 июля 2009 года он был задержан за то, что напугал пассажиров автобуса, в котором ехал, муляжом гранаты. Похороны убийцы состоялись 6 августа 2009. Позже имущество Содини было продано за $225.000.